# David Brandon
David Brandon (eigentlich David Cain Haughton; * 13. Dezember 1951 in Cork, Irland) ist ein irischer Schauspieler.

## Leben
Brandon machte einen Abschluss in Literaturwissenschaften an der Universität Cambridge, wo er auch begonnen hatte, Theater zu spielen. Er begründete in London eine Improvisations-Theatergruppe und arbeitete ab 1975 mit Lindsay Kemp zusammen. Nach ersten Filmerfahrungen unter seinem bürgerlichen Namen lebte er ab 1982 in Rom und wurde, nun unter seinem Künstlernamen, zu einem bekannten Darsteller vor allem in Horrorfilmen und war bis zur Jahrtausendwende ein vielbeschäftigter Kinoschauspieler. Immer wieder spielte und inszenierte er jedoch auch für die Bühne.

## Filmografie (Auswahl)
- 1983: Im Wendekreis des Kreuzes (The Scarlet and the Black, Fernsehfilm)
- 1983: SHE … eine verrückte Reise in die Zukunft (She)
- 1983: Ator II – Der Unbesiegbare (Ator 2 – L’invincibile Orion)
- 1986: Das unheimliche Auge (Le foto di gioia)
- 1987: Good Morning, Babylon (Good Morning, Babylonia)
- 1987: Aquarius – Theater des Todes (Deliria)
- 1987: Until Death (Fino alla morte, Fernsehfilm)
- 1988: High Frequency (Qualcuno in ascolto)
- 1989: Hölle der Verdammten (Mal d’Africa)
- 1990: Horror House II (La casa 5)
- 1991: Die Jagd nach dem goldenen Skorpion (Caccia alla scorpione d’oro)
- 2011: Cinderella – Ein Liebesmärchen in Rom (Cenerentola)
- 2013: Neverlake